# Standish (Michigan)
Standish è un comune degli Stati Uniti d'America, situato nello Stato del Michigan, nella contea di Arenac, della quale è il capoluogo.